# NGC 4697
NGC 4697 är en elliptisk galax som finns i stjärnbilden Jungfrun. William Herschel är upptäckare till galaxen, som observerades av honom år 1784.